# SS Naronic
Az SS Naronic a White Star Line hajózási társaság kereskedelmi gőzhajója volt. 1893. február 11-én Liverpoolból New Yorkba indult, de oda már nem érkezett meg, elveszett a tengeren, legénysége 74 tagjával együtt. A hajó sorsa ismeretlen mind a mai napig, roncsát sosem találták meg.

## Leírás
A hajó építését 1892. május 26-án kezdték el a belfasti Harland and Wolff hajógyárban, és 1892. július 11-én fejezték be. 1892. július 15-én indult első útjára, Liverpoolból New Yorkba. A 143 méter hosszú, kétpropelleres gőzhajót áruszállításra tervezték, kis befogadóképességű utastérrel kiegészítve. Szélessége 16 méter, súlya 6594 GT, maximális sebessége 13 csomó (24,1 km/h) volt.

## Eltűnése
1893. február 11-én a Naronic elindult Liverpoolból, William Roberts kapitány parancsnoksága alatt, 1017 tonna walesi szénnel és 3572 tonna általános rakománnyal a fedélzetén - soha többet nem látták. A hajónak nem volt Marconi-féle vezeték nélküli távírója sem, így kommunikálni sem tudott más hajókkal.
Március 4-én az SS Converty gőzhajó megtalálta a Naronic két üres mentőcsónakját a tengeren. 

### Az üzenetek
Nem sokkal ezután 4 darab üzenetet tartalmazó palackot találtak a tengerben, melyeket mind a hajó elsüllyedéséről számolnak be. Az első üveget 1893. március 3-án találták meg New York kikötőjében, és a következőket tartalmazta:
"Feb. 19, 1893- Naronic sinking. All hands praying. God have mercy on us."
Magyarul: "1893. február 19, a Naronic süllyed. Mindenki imádkozik. Isten legyen irgalmas hozzánk."
A papírt "L. Winsel" néven írták alá. Winsel nevű ember nem utazott a Naronic fedélzetén, viszont ez a név hasonlít John L. Watsonra, aki a legénység tagja volt. A második üveget 1893. március 30-án, Virginia partjainál találták meg.
"3:10 AM Feb.19. SS Naronic at sea. To who picks this up: report when you find this to our agents if not heard of before, that our ship is sinking fast beneath the waves. It's such a storm that we can never live in the small boats. One boat has already gone with her human cargo below. God let all of us live through this. We were stuck by an iceberg in a blinding snowstorm and floated two hours. Now it's 3:20 AM by my watch and the great ship is dead level with the sea. Report to the agents at Broadway, New New York, M. Kersey & Company. Goodby all."
Magyarul: "Délelőtt 3:10, február 19, az SS Naronic a tengeren. Annak aki megtalálja ezt, az jelentse az ügynökségünknek, hogy a hajó gyorsan süllyed. Az erős viharban nem tudunk a csónakokban élni. Egy mentőcsónak már elment. Jéghegynek ütköztünk két órával ezelőtt egy hóviharban. Most már 3:20 van, a hajó a vízszint alá merült. Kérjük értesítse a Broadway-i  M. Kersey & Company ügynökeit. Viszontlátásra.
A papírt "John Olsen" néven írták alá. Egy Olsen nevű ember sem utazott a hajón, a név egyedül John O'Hara utaséra hasonlít. A harmadik üzenetet 1893 júniusában találta meg egy halász az Északi-csatornán.
"Stuck iceberg: sinking fast: Naronic"
Magyarul: "Jéghegynek ütköztünk, gyorsan süllyedünk, Naronic"
A papírt "Young" néven írták alá, ilyen nevű ember nem utazott a fedélzeten. Az utolsó üzenetet 1893. szeptember 18-án a Mersey-n találták meg.
"All hands lost; Naronic; No time to say more....T"
Magyarul: "Mindenki odaveszett, Naronic, nem mondhatok többet....T"
A papír "T" -ként volt aláírva, a fedélzeten két olyan ember volt, akinek t-vel kezdődött a neve: William Tobin és Christopher Tesch.

#### Az üzenetek hitelessége
Soha nem derült ki, hogy ezek a papírok valóban a süllyedő hajóról származtak, vagy hamisítványok voltak. Amennyiben igazak, akkor a Naronic 1893. február 19-én, jéghegynek ütközve süllyedt el, valamikor délelőtt 3:20 után.

## Fordítás
Ez a szócikk részben vagy egészben  a   SS Naronic című angol Wikipédia-szócikk ezen változatának fordításán alapul.  Az eredeti cikk szerkesztőit annak laptörténete sorolja fel. Ez a jelzés csupán a megfogalmazás eredetét és a szerzői jogokat jelzi, nem szolgál a cikkben szereplő információk forrásmegjelöléseként.